# داربی (مونتانا)
داربی (به انگلیسی: Darby) شهری در ایالت مونتانا کشور ایالات متحده آمریکا است که جمعیت آن در سرشماری سال ۲۰۱۰ میلادی، ۷۲۰ نفر بوده‌است.

## نگارخانه

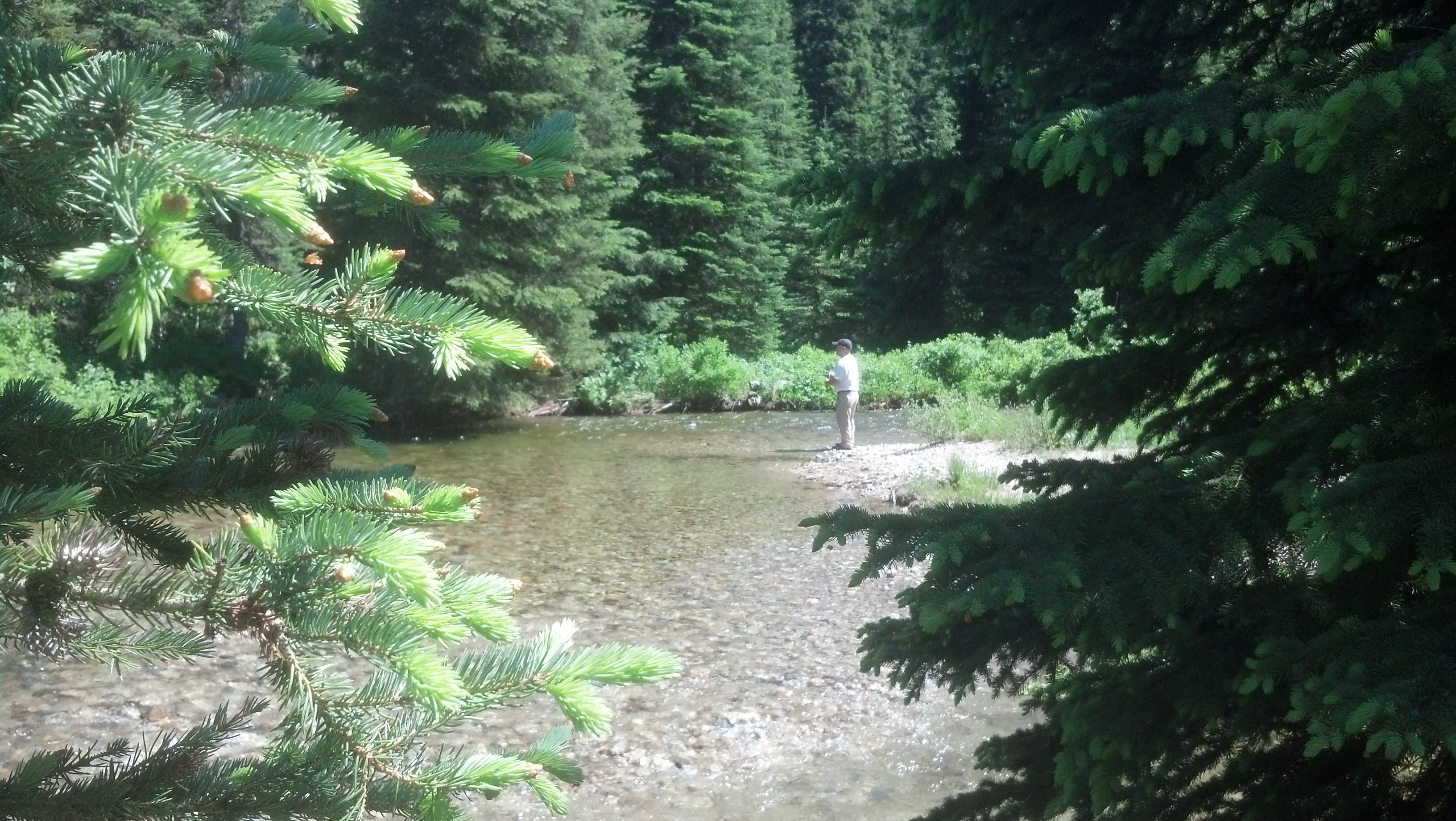
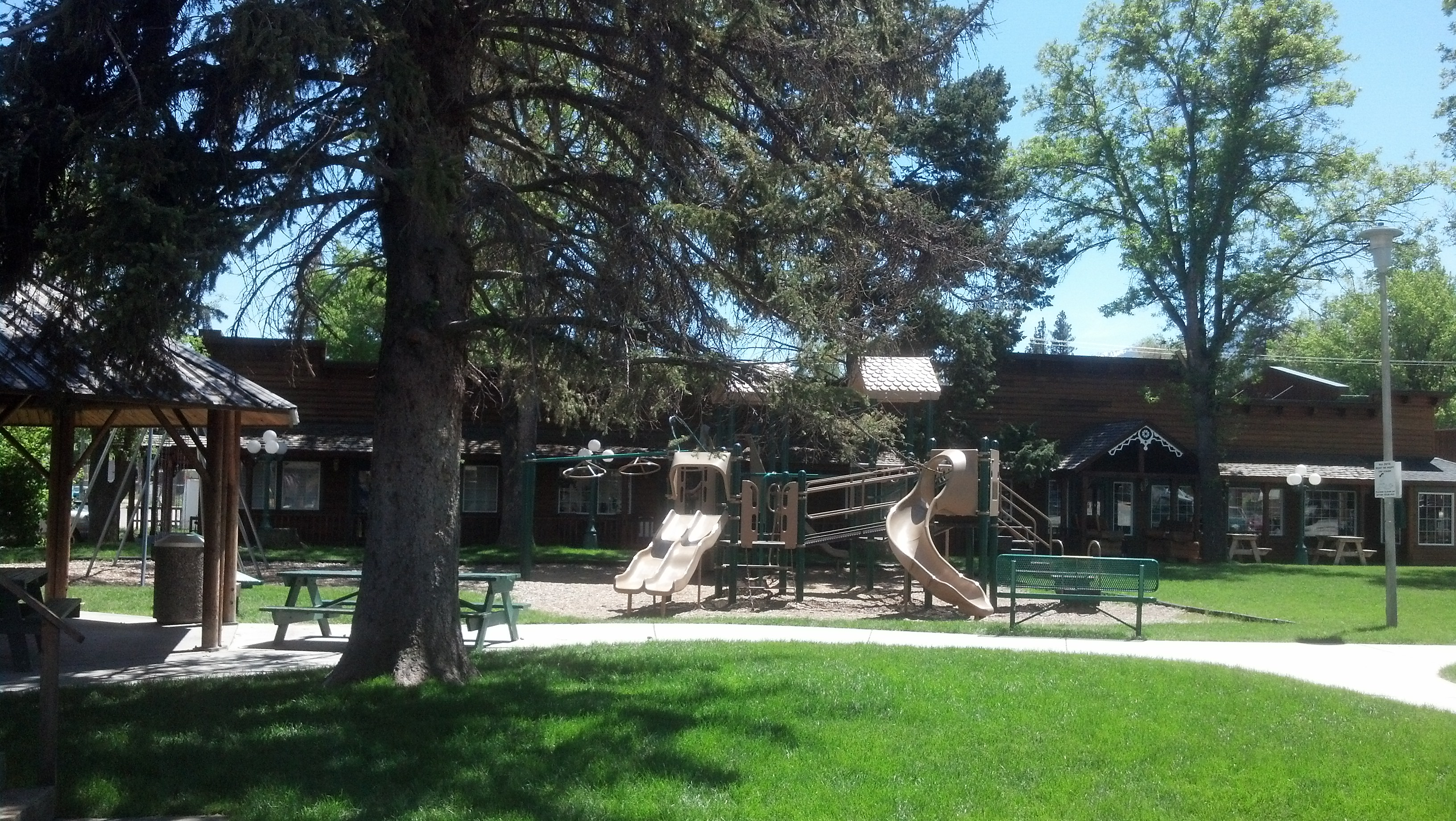
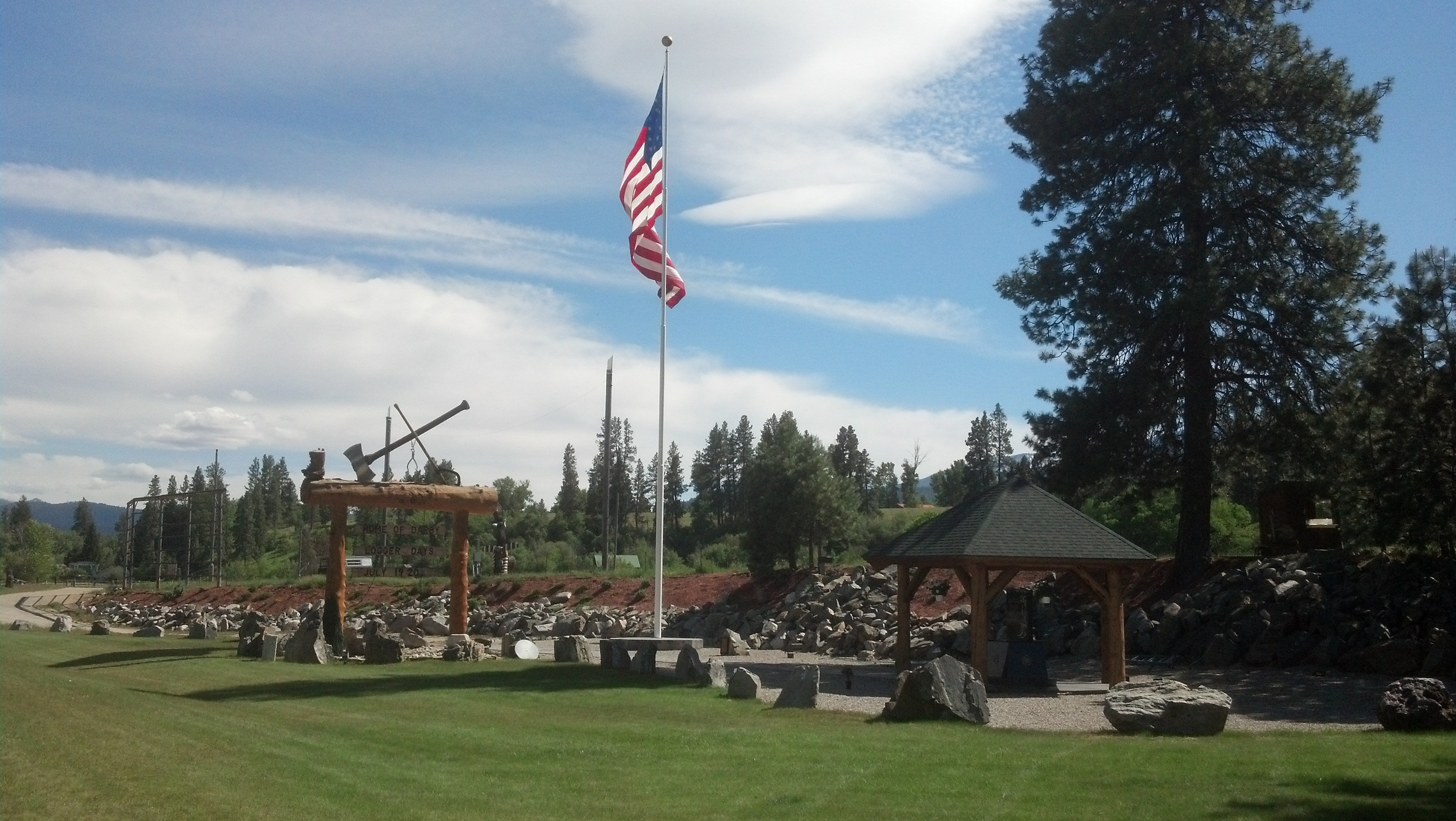
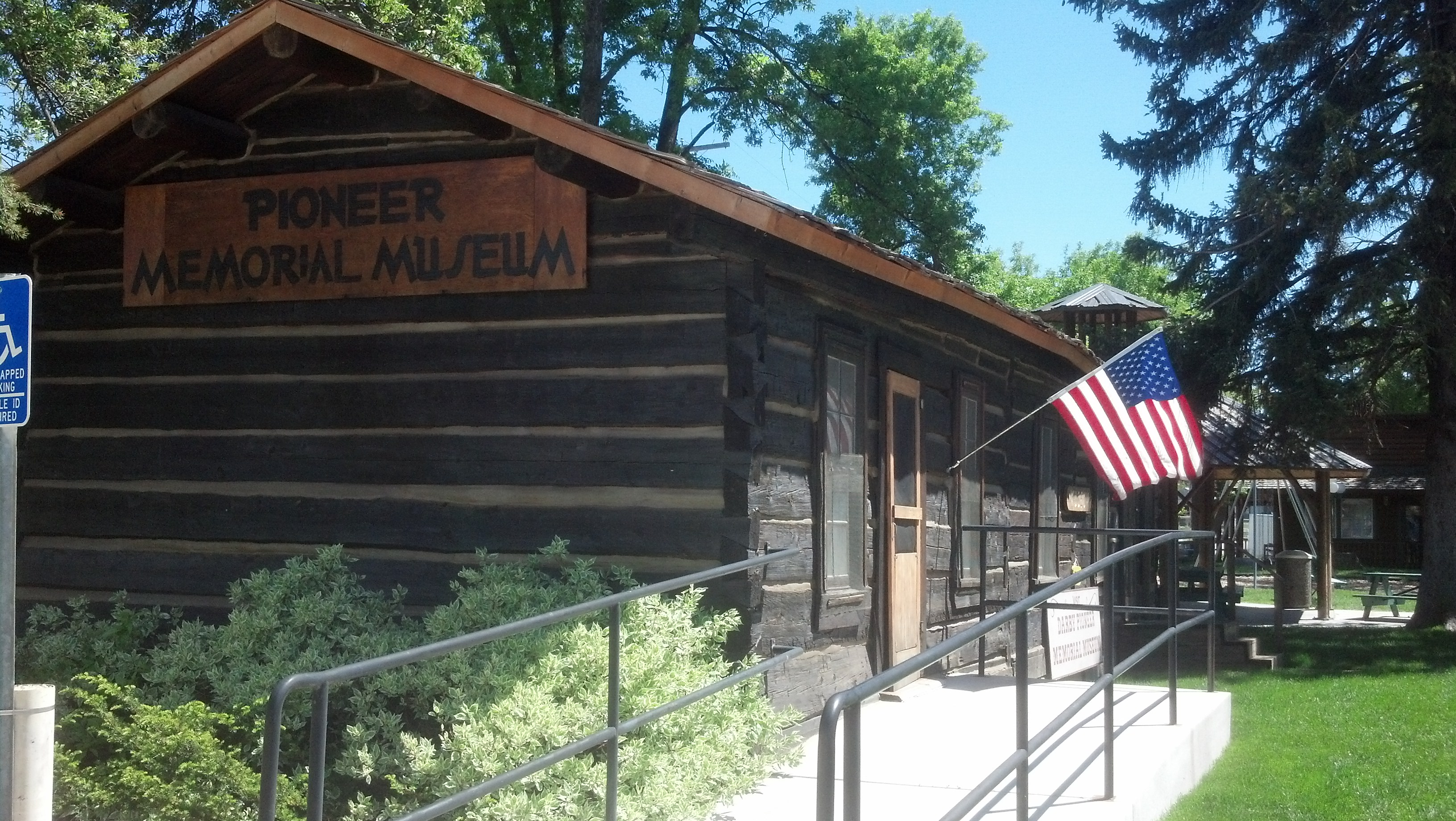
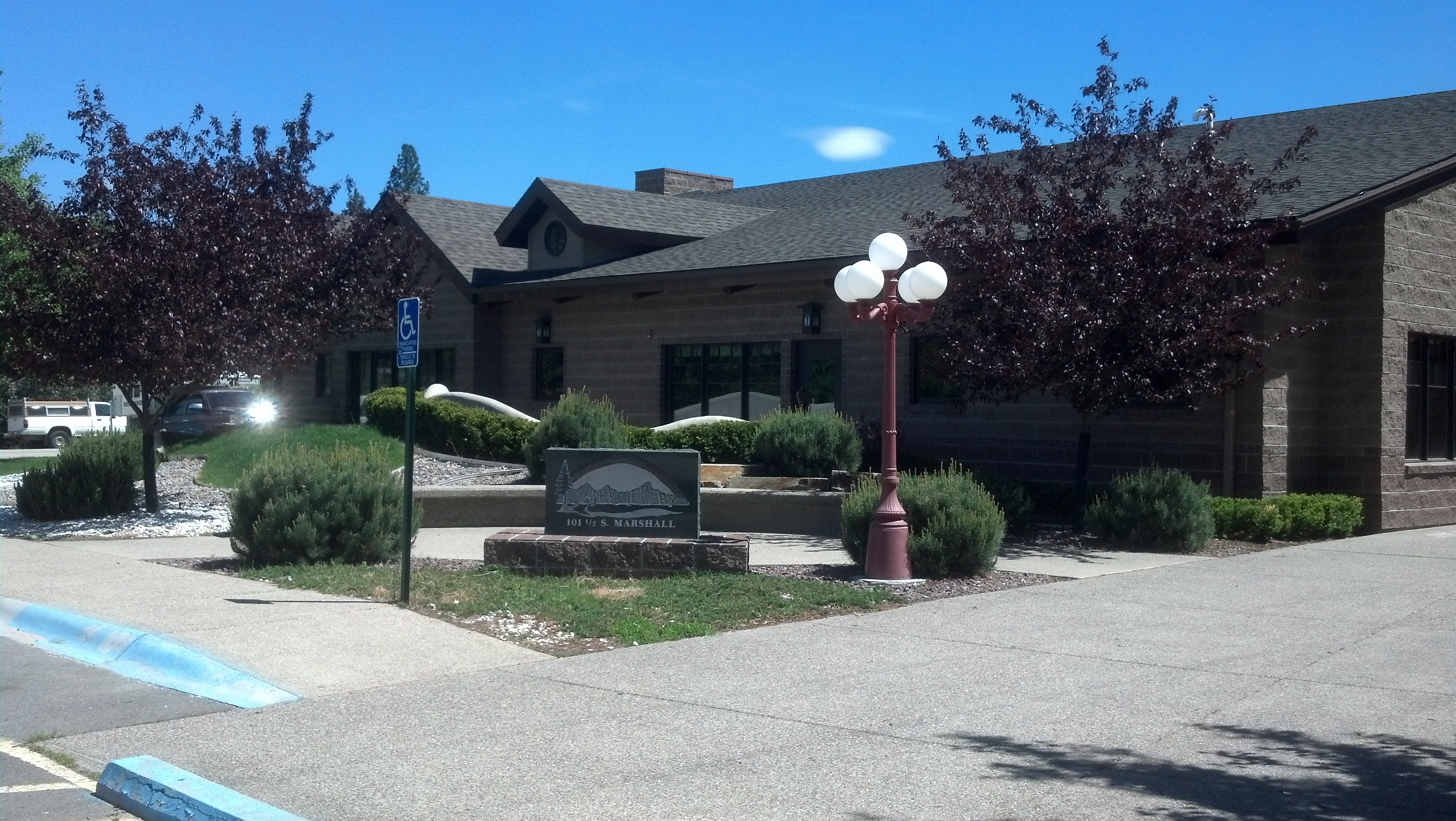
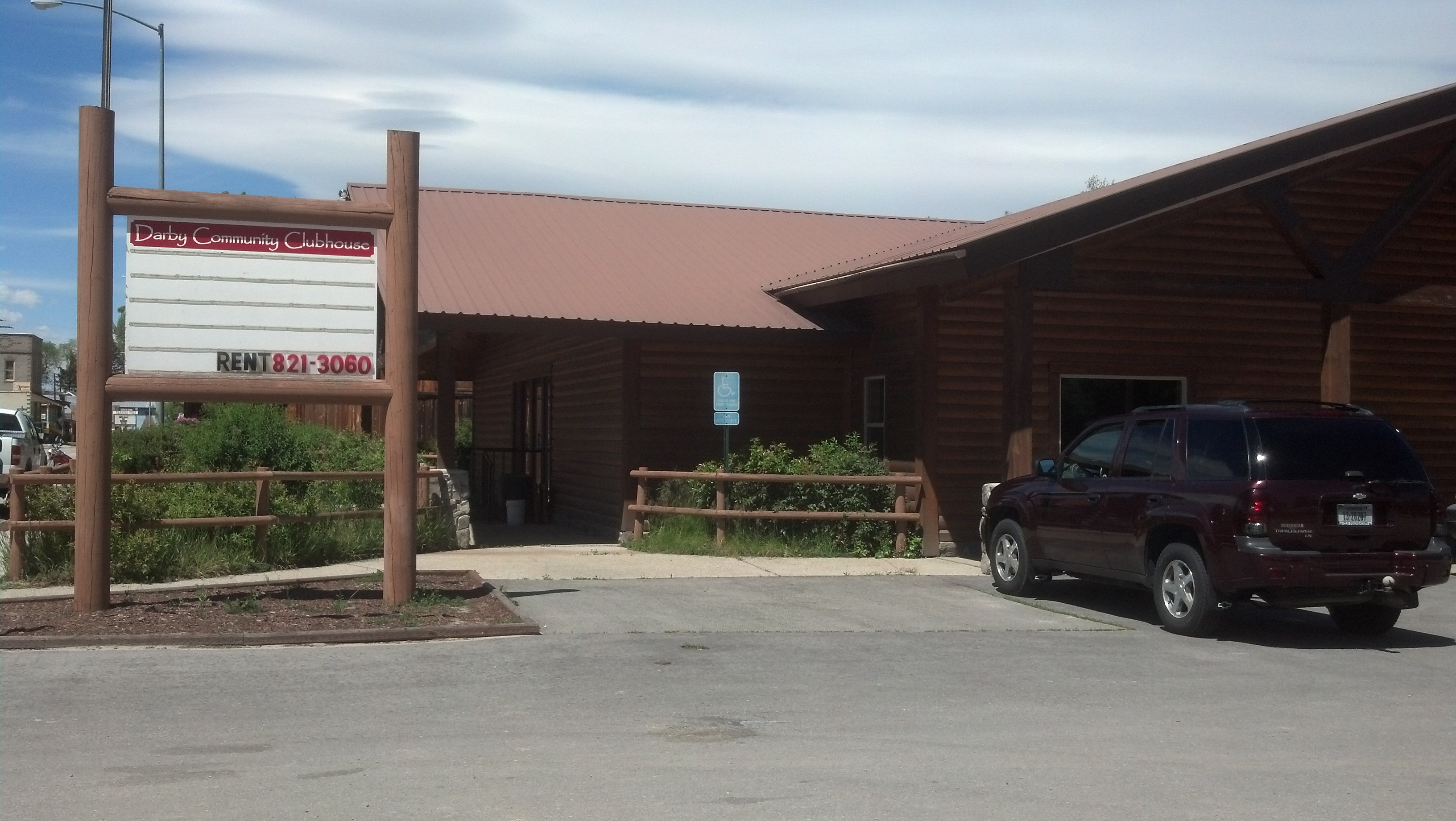
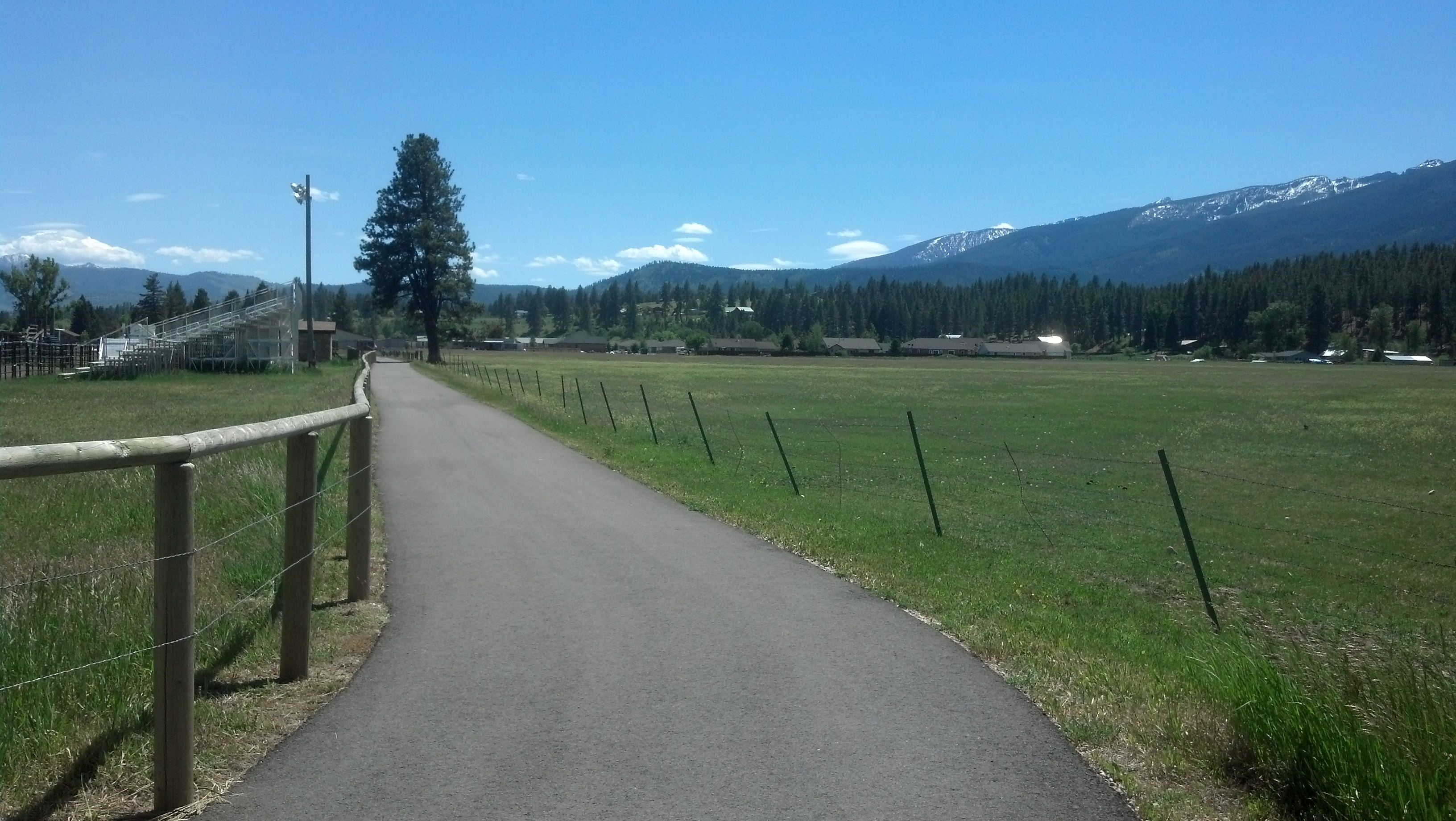
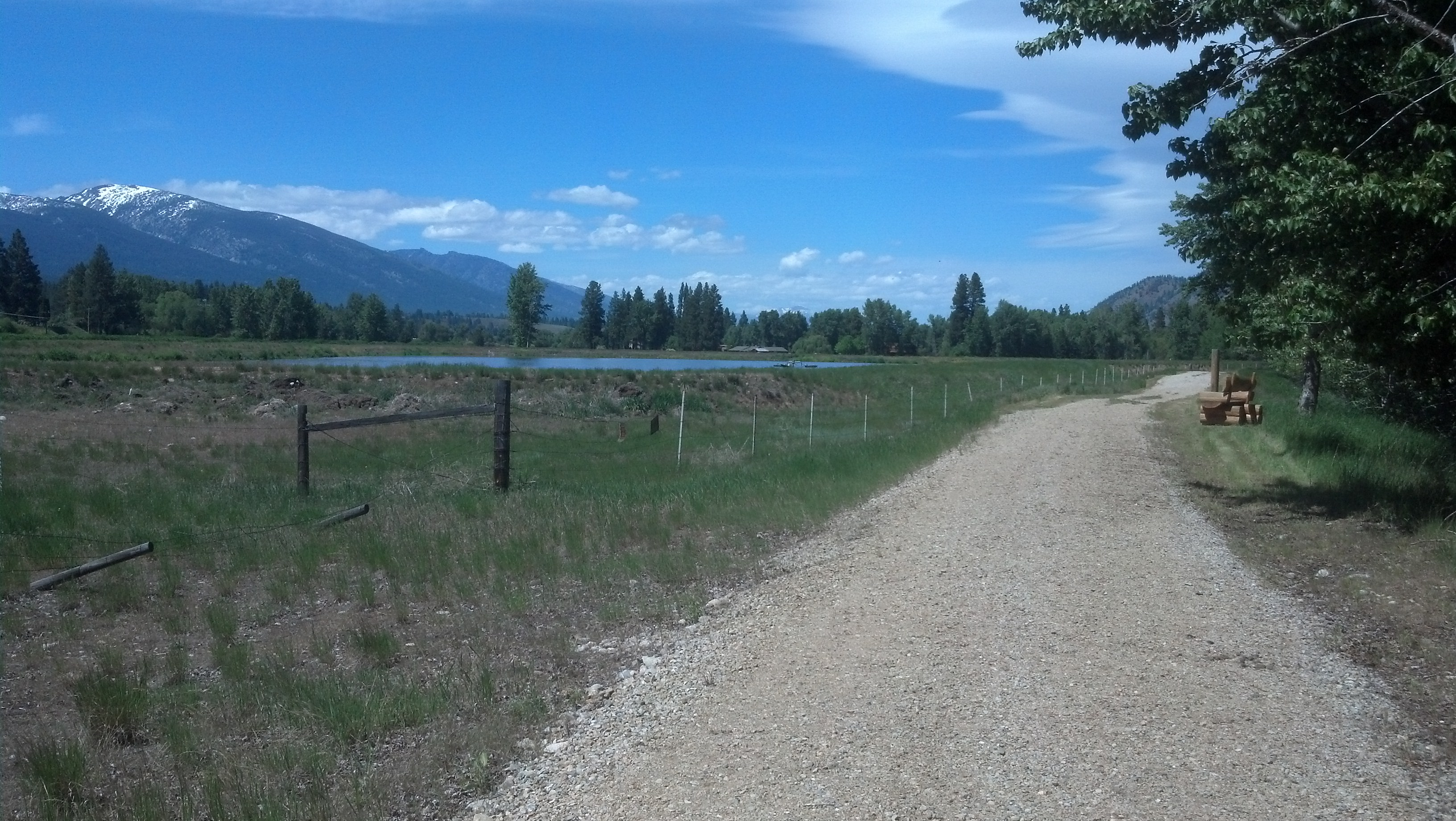
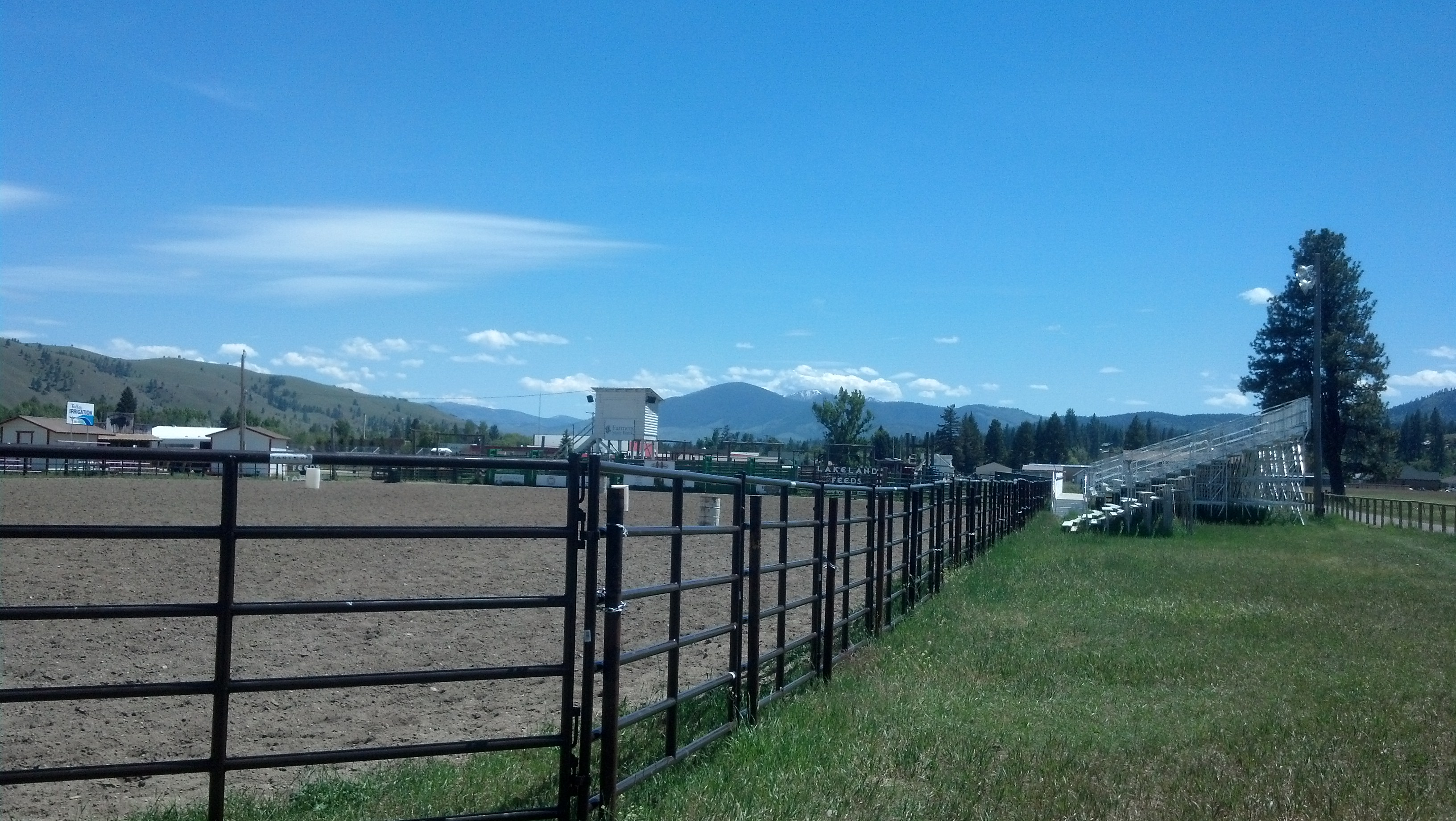
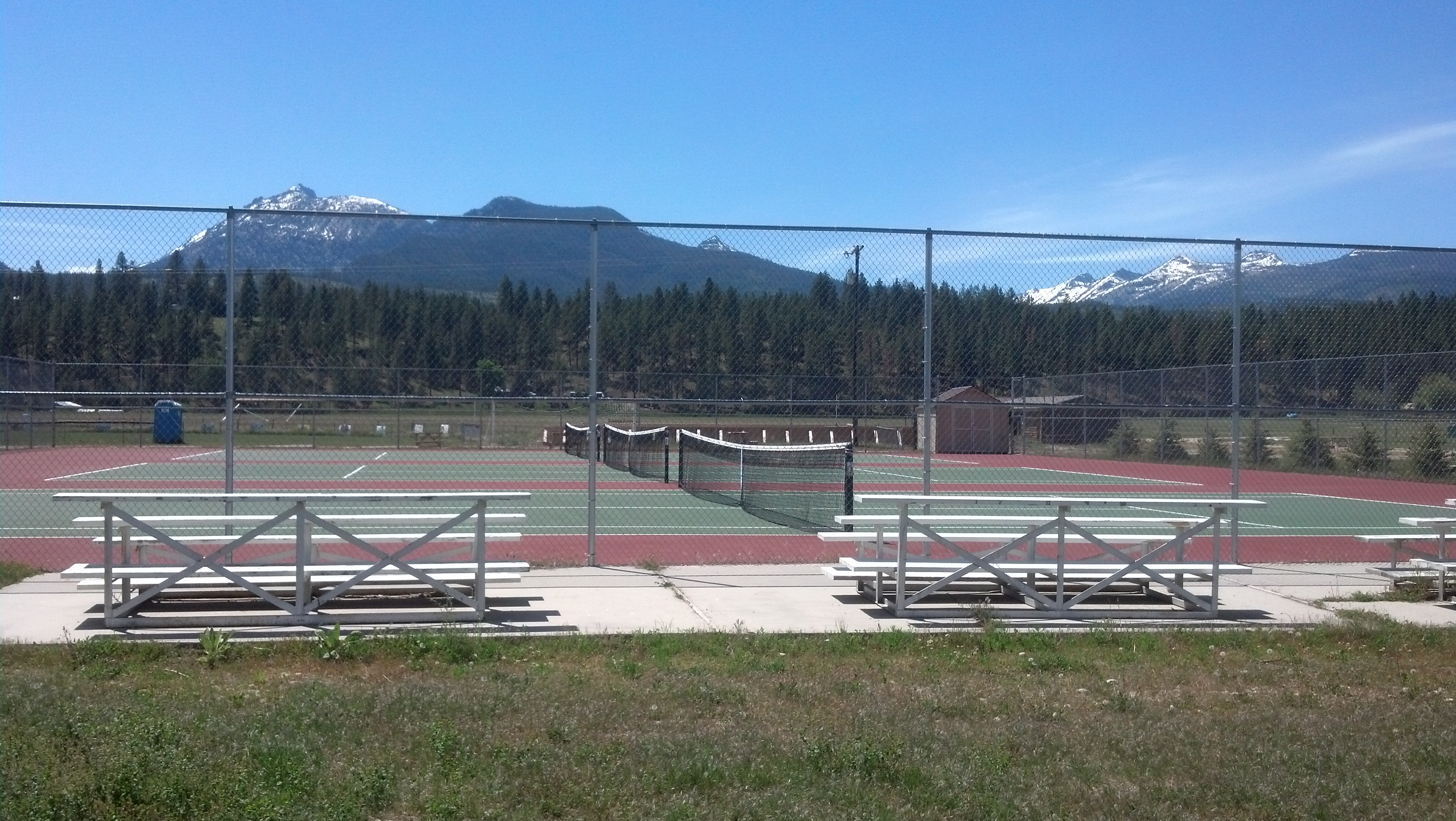
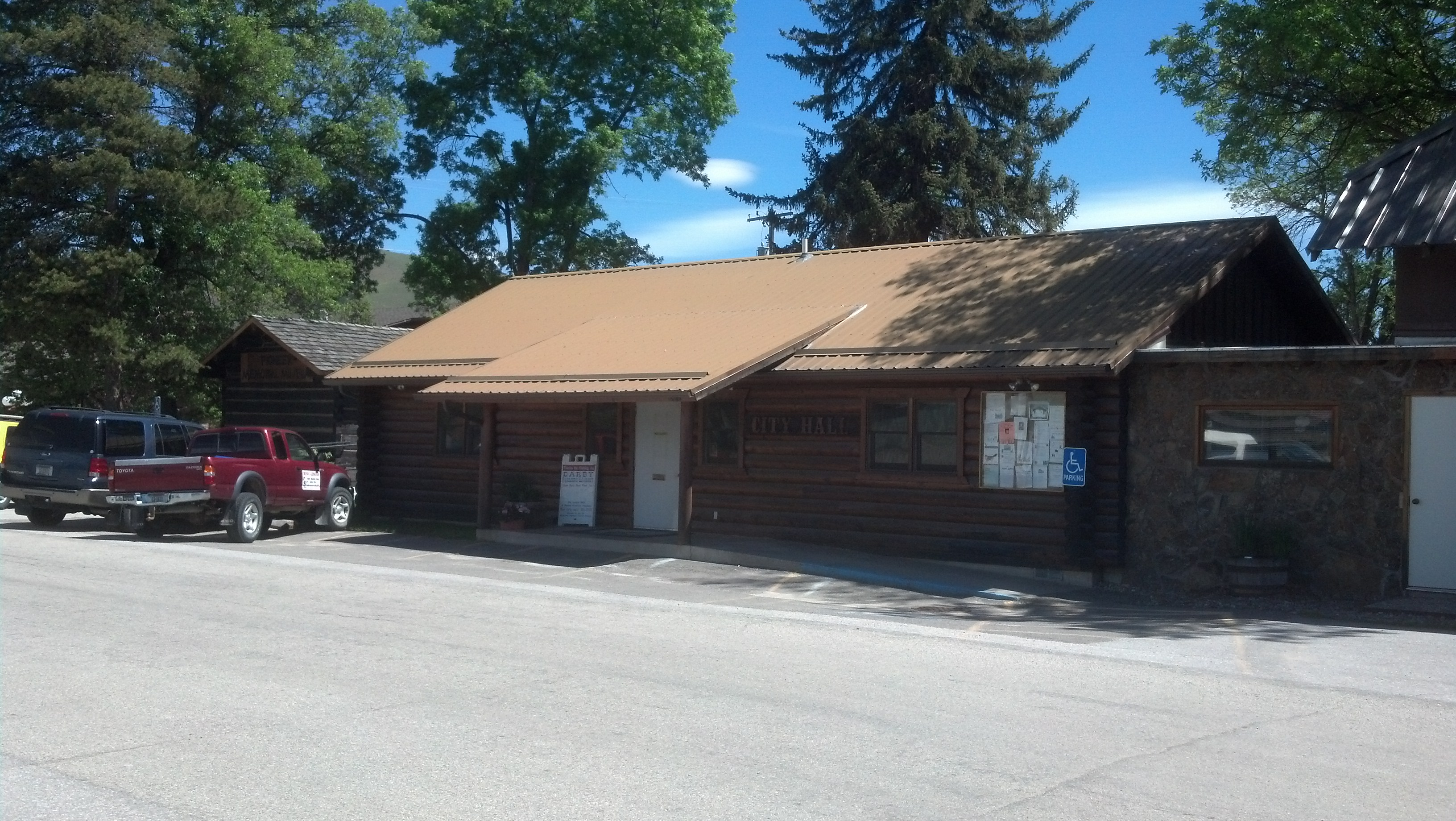

## موقعیت جغرافیایی
موقعیت جغرافیایی شهرها و مناطق اطراف به شرح زیر است: